# Diethusa
Diethusa là một chi bướm đêm thuộc họ Noctuidae.